# Lớp Chân hàm
Lớp Chân hàm (Maxillopoda) là một lớp động vật giáp xác bao gồm hà, chấy cá, giun lưỡi và các loài động vật khác có liên quan. Đây có vẻ không phải là một nhóm đơn ngành.

## Mô tả
Trừ vài loài hà, các loài Maxillopoda đều khá nhỏ, trong đó có loài chân khớp nhỏ nhất, Stygotantulus stocki. Chúng thường có cơ thể ngắn, với bụng bị tiêu giảm, và thường không có phần phụ nào. Điều này có lẽ là do paedomorphosis (sự giữ lại đặc tính khi còn non).
Ngoài hà ra (dùng chân để lọc thức ăn), đa số Maxillopoda kiếm ăn nhờ maxilla.

## Hóa thạch
Dấu vết hóa thạch cổ nhất của lớp này có niên đại từ kỷ Cambri, với sự hiện diện của hà và Pentastomida.

## Phân loại
Năm phân lớp thường được công nhận, mặc dù nhiều công trình đã tiếp tục bao gồm Ostracoda trong Maxillopoda. Trong số năm nhóm, chỉ Mystacocarida là hoàn toàn sống tự do, tất cả các thành viên của Tantulocarida, Pentastomida và Branchiura sống ký sinh và nhiều thành viên Copepoda cũng là ký sinh trùng.
| Phân lớp                    | Thành viên | Ảnh                                         |
| --------------------------- | --- | ------------------------------------------- |
| Copepoda                    | Calanoida Cyclopoida Gelyelloida Harpacticoida Misophrioida Monstrilloida Mormonilloida Platycopioida Poecilostomatoida Siphonostomatoida | Calocalanus pavo (Calanoida: Calocalanidae) |
| Branchiura                  | Arguloida (fish lice) † Cyclida | Argulus trên một con cá gai (Argulidae)     |
| Pentastomida (tongue worms) | Cephalobaenida Porocephalida Raillietiellida Reighardiida                                                                                 | Armillifer armillatus (Porocephalidae)      |
| Mystacocarida               | Ctenocheilocaris Derocheilocaris | Ctenocheilocaris (Derocheilocarididae)      |
| Tantulocarida               | Basipodellidae Deoterthridae Doryphallophoridae Microdajidae                                                                              |                                             |

## Liên kết bên ngoài
- Tư liệu liên quan tới Maxillopoda tại Wikimedia Commons
- Maxillopoda (crustacean class) tại Encyclopædia Britannica (tiếng Anh)